# Cantonul Sinnamary
Cantonul Sinnamary este un canton din arondismentul Cayenne, departamentul Guyana Franceză, regiunea Guyana Franceză, Franța.

## Comune
- Saint-Élie
- Sinnamary (reședință)